# Torneig de Wimbledon 2024
El Torneig de Wimbledon 2024, conegut oficialment com a Wimbledon Championships 2024, és una competició de tennis masculina i femenina disputada sobre gespa que pertany a la categoria de Grand Slam. La 137a edició del torneig es va celebrar entre l'1 i el 14 de juliol de 2024 al All England Lawn Tennis and Croquet Club de Londres, Anglaterra.

## Resum
- L'espanyol Carlos Alcaraz va defensar el títol per aconseguir el quart Grand Slam del seu palmarès després de derrotar el serbi Novak Đoković. Amb aquesta victòria va esdevenir el tennista més jove i amb menys partits disputats en guanyar quatre torneigs de Grand Slam, i també ho va fer en les quatre primeres finals disputades.[1]

- La txeca Barbora Krejčíková va guanyar el segon títol de Grand Slam individual de la seva trajectòria, tot i que ja havia guanyat a Wimbledon en la modalitat de dobles femenins. Aquest va ser el dotzè títol de Grand Slam del seu palmarès comptant totes les modalitats, d'un total de tretze finals disputades. En la final va derrotar la italiana Jasmine Paolini que venia de ser finalista en el Roland Garros disputat un mes abans.[2]

- La parella formada pel finlandès Harri Heliövaara i el britànic Henry Patten van guanyar el primer títol de Grand Slam de les seves carreres. Heliövaara va esdevenir el primer tennista finlandès en guanyar a Wimbledon en aquesta modalitat.[3]

- La parella formada per la txeca Kateřina Siniaková i l'estatunidenca Taylor Townsend van guanyar el primer títol juntes tot just en la tercera ocasió que formaven equip. Per Siniaková va representar el novè títol de Grand Slam en dobles femenins i el tercer a Wimbledon, mentre que per Townsend va ser el primer del seu palmarès. En la final van derrotar la canadenca Gabriela Dabrowski i la neozelandesa Erin Routliffe.[4]

- La parella formada per la taiwanesa Hsieh Su-wei i el polonès Jan Zieliński van guanyar el segon títol de Grand Slam de la temporada després de la victòria a l'Open d'Austràlia a principis d'any. Per Hsieh va ser el segon títol en aquesta modalitat del seu palmarès, tot i que ja havia guanyat a Wimbledon en quatre ocasions en dobles femenins i aquest va representar el novè títol de Grand Slam del seu palmarès. Per Zieliński aquest va ser el segon títol de Grand Slam del seu palmarès.[5][6]

## Campions/es

### Elit
| Categoria          | Campions/es                        | Finalistes                        | Resultat               |
| ------------------ | ---------------------------------- | --------------------------------- | ---------------------- |
| Individual masculí | Carlos Alcaraz                     | Novak Đoković                     | 6−2, 6−2, 7−6(4)       |
| Individual femení  | Barbora Krejčíková                 | Jasmine Paolini                   | 6−2, 2−6, 6−4          |
| Dobles masculins   | Harri Heliövaara Henry Patten      | Max Purcell Jordan Thompson       | 6−7(7), 7−6(8), 7−6(9) |
| Dobles femenins    | Kateřina Siniaková Taylor Townsend | Gabriela Dabrowski Erin Routliffe | 7−6(5), 7−6(1)         |
| Dobles mixts       | Hsieh Su-wei Jan Zieliński         | Giuliana Olmos Santiago González  | 6−4, 6−2               |

### Júniors
| Categoria          | Campions/es                     | Finalistes                   | Resultat         |
| ------------------ | ------------------------------- | ---------------------------- | ---------------- |
| Individual masculí | Nicolai Budkov Kjær             | Mees Röttgering              | 6−3, 6−3         |
| Individual femení  | Renáta Jamrichová               | Emerson Jones                | 6−3, 6−4         |
| Dobles masculins   | Alexander Razeghi Max Schönhaus | Jan Klimas Jan Kumstát       | 7−6(1), 6−4      |
| Dobles femenins    | Tyra Caterina Grant Iva Jovic   | Mika Stojsavljevic Mingge Xu | 7−5, 4−6, [10−8] |

## Distribució de punts i premis

### Distribució de punts
| Esdeveniment       | G    | F    | SF  | QF  | Ronda de 16 | Ronda de 32 | Ronda de 64 | Ronda de 128 | Q  | Q3 | Q2 | Q1 |
| Individual masculí | 2000 | 1300 | 800 | 400 | 200         | 100         | 50          | 10           | 30 | 16 | 8  | 0  |
| Dobles masculins   | 2000 | 1200 | 720 | 360 | 180         | 90          | 0           | −            | −  | −  | −  | −  |
| Individual femení  | 2000 | 1300 | 780 | 430 | 240         | 130         | 70          | 10           | 40 | 30 | 20 | 2  |
| Dobles femenins    | 2000 | 1300 | 780 | 430 | 240         | 130         | 10          | −            | −  | −  | −  | −  |

### Distribució de premis
| Esdeveniment | G         | F         | SF      | QF      | Ronda de 16 | Ronda de 32 | Ronda de 64 | Ronda de 128 | Q3     | Q2     | Q1     |
| Individuals  | 2.700.000 | 1.400.000 | 715.000 | 375.000 | 226.000     | 143.000     | 93.000      | 60.000       | 40.000 | 25.000 | 15.000 |
| Dobles       | 650.000   | 330.000   | 167.000 | 84.000  | 42.250      | 25.000      | 15.750      | −            | −      | −      | −      |
| Dobles mixts | 130.000   | 65.000    | 33.000  | 17.000  | 8.500       | 4.250       | −           | −            | −      | −      | −      |

- Els premis són en lliures esterlines.
- Els premis de dobles són per equip.